# Ludwik Finkel

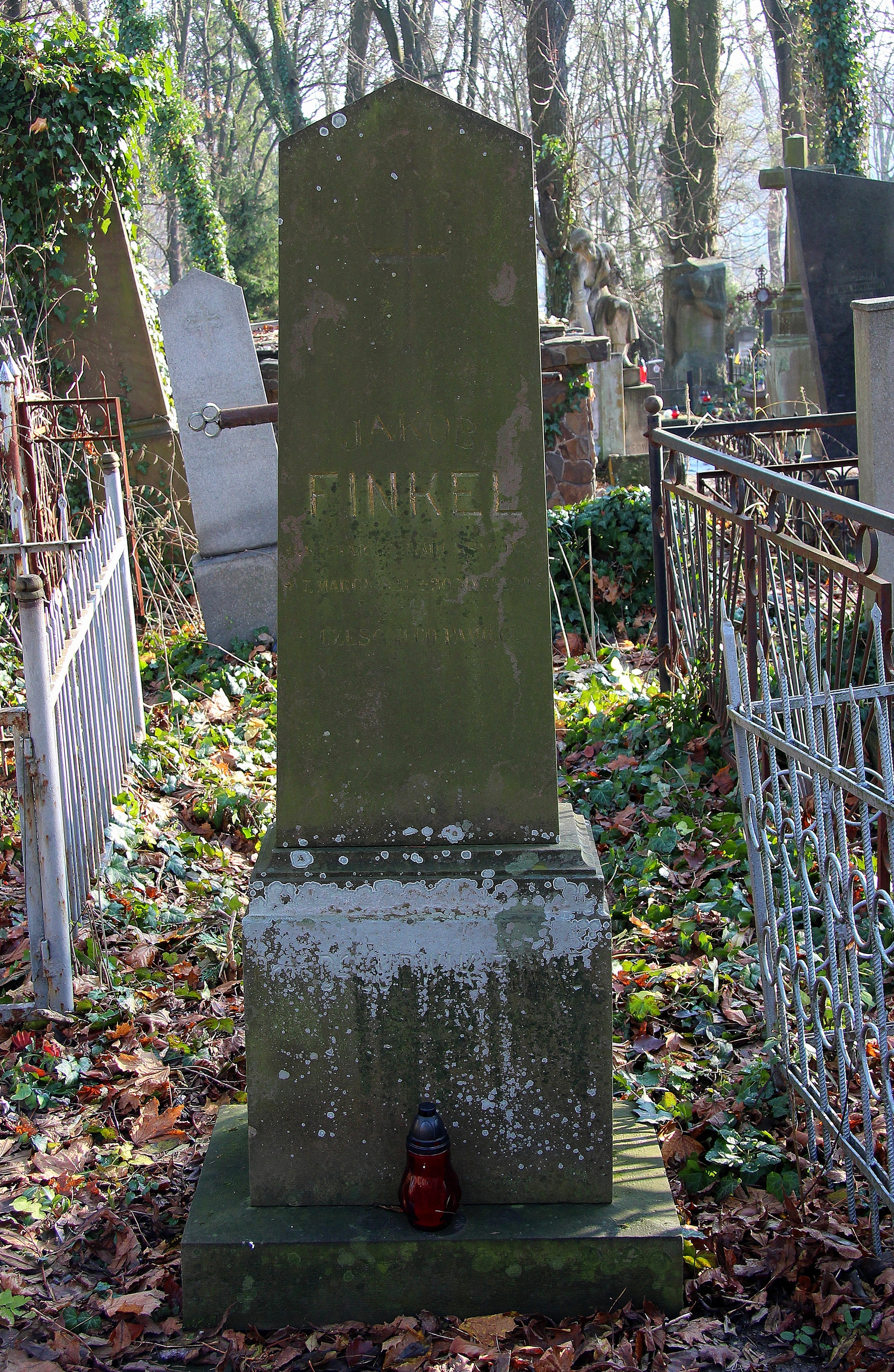
Grób Ludwika Finkela na cmentarzu Łyczakowskim

Ludwik Michał Emanuel Finkel (ur. 20 marca 1858 w Bursztynie, zm. 24 października 1930 we Lwowie) – polski historyk, bibliograf, encyklopedysta , profesor oraz rektor Uniwersytetu Lwowskiego.

## Życiorys
Był synem Jakuba (adiunkta sądowego) i Anny z Warnickich. Uczęszczał do szkoły ludowej w Grzymałowie, następnie do C.K. I Gimnazjum w Tarnopolu; w latach 1877–1881 studiował historię, filozofię i historię literatury na Uniwersytecie Lwowskim, m.in. pod kierunkiem Aleksandra Hirschberga, Juliana Ochorowicza i Romana Pilata. Jego mentorem i mistrzem był, teraz już trochę zapomniany, Ksawery Liske. Serdecznym przyjacielem był, przedwcześnie zmarły, wspaniale się zapowiadający historyk, Stanisław Lukas.
Na podstawie pracy Marcin Kromer, historyk polski XVI wieku obronił w 1882 doktorat filozofii na Uniwersytecie Lwowskim; uzupełniał studia na uniwersytetach w Berlinie (m.in. pod kierunkiem Theodora Mommsena) i w Paryżu (1882–1884).
Pracował przez krótki czas jako asystent w Archiwum Krajowym Aktów Grodzkich i Ziemskich we Lwowie, w 1885 został wykładowcą historii nowożytnej Polski i powszechnej oraz historii literatury polskiej w Wyższej Szkole Rolniczej w Dublanach; w 1886 habilitował się. Pozostawał związany z Akademią w Dublanach do 1899, ale już w 1892 podjął pracę na Uniwersytecie Lwowskim jako profesor nadzwyczajny i kierownik Katedry Historii Austriackiej.
W 1899 został profesorem zwyczajnym, pełnił funkcję dziekana Wydziału Filozoficznego (1901/1902), prorektora (1912/1913), rektora (1911/1912); w 1918 objął Katedrę Historii Nowożytnej, którą kierował do końca życia. W 1900 zainicjował działalność Powszechnych Wykładów Uniwersyteckich we Lwowie.
Był encyklopedystą i redaktorem naczelnym dwóch polskich encyklopedii. W latach 1898–1912 Encyklopedii zbioru wiadomości z wszystkich gałęzi wiedzy wydanej nakładem Macierzy Polskiej, a później także Encyklopedii podręcznej ilustrowanej z lat 1905–1906  .
Od 1900 był członkiem korespondentem AU (późniejszej PAU), od 1910 jej członkiem czynnym; od 1888 brał udział w pracach Komisji Historycznej AU. Należał także do Towarzystwa Historycznego we Lwowie (1890–1903 sekretarz, 1914–1923 prezes), Towarzystwa Naukowego we Lwowie (1920 członek czynny), Poznańskiego Towarzystwa Przyjaciół Nauk (1928 członek honorowy); był członkiem korespondentem Muzeum w Rapperswilu oraz prezesem Macierzy Polskiej. Był członkiem Rady Wykonawczej Macierzy Polskiej , członkiem korespondentem Towarzystwa Muzeum Narodowego Polskiego w Rapperswilu od 1897.
Uniwersytet Wileński uhonorował go w 1927 doktoratem honoris causa, otrzymał ponadto Medal Polskiego Towarzystwa Historycznego „Za Bibliografję Historji Polskiej” autorstwa profesora Wojciecha Przedwojewskiego; w ten sposób wyróżniono najbardziej znaczące dzieło Finkla.
Prace nad Bibliografią historii Polski Ludwik Finkel zainicjował w połowie lat 80. XIX wieku wspólnie z Henrykiem Sawczyńskim. Pierwszy tom ukazał się w 1891, tom trzeci - w 1906. Bibliografia obejmowała materiały źródłowe oraz prace naukowe, dotyczące dziejów Polski do 1815, opublikowane do 1900; było to łącznie 34 305 pozycji.
Ponadto Finkel zajmował się w pracy naukowej dziejopisarstwem Marcina Kromera, polityką zagraniczną ostatnich Jagiellonów, historią Uniwersytetu Lwowskiego. Badał twórczość Mikołaja Sępa Szarzyńskiego oraz poetów romantycznych, przygotował krytyczne wydanie kroniki Galla Anonima. Brał udział w zjazdach polskich historyków i historyków literatury, dokonał analizy dorobku wszystkich Zjazdów Historyków Polskich do 1925.
W 1928 otrzymał tytuł honorowego obywatela Lwowa (wręczony w 1929).
27 października 1930 został pochowany na cmentarzu Łyczakowskim.

## Ordery i odznaczenia
- Krzyż Komandorski z Gwiazdą Orderu Odrodzenia Polski (30 kwietnia 1927)[8][9]

## Uczniowie
Do grona jego uczniów należeli m.in. Janina Franklówna, Natalia Gąsiorowska, Kazimierz Hartleb, Stanisław Kot, Stanisław Loewenstein, Henryk Mościcki, Irena Porębska, Kazimierz Tyszkowski. Wysoko dorobek Finkla oceniał m.in. Oswald Balzer.

## Publikacje
Ogłosił ponad 300 prac. Był redaktorem „Kwartalnika Historycznego” i pisma „Muzeum”, a już w czasach szkolnych kierował kółkiem samokształceniowym „Echo Wolności” i redagował tygodnik „Echo” (1875–1877). Niektóre publikacje:
- Poselstwa Jana Dantyszka (1879)
- Marcin Kromer historyk polski XVI w. Rozbiór krytyczny (1883)
- Elekcja Leszczyńskiego w roku 1704 (1884)
- Okopy św. Trójcy (1889)
- Napad Tatarów na Lwów w roku 1695 (1890)
- Bibliografia historii polskiej (1891, 1895, 1906, 3 tomy) (we współpracy z prof. Stanisławem Starzyńskim)
- Konstytucja 3 Maja (1891)
- Miasto Tarnopol w roku 1672 (1892)
- Księstwo warszawskie (1893)
- O pieśni Legionów (1894), wyd. 2 pt. Pieśń Legionów (1910) (z ilustracjami Juliusza Kossaka)
- Historya Uniwersytetu Lwowskiego (1894, 2 tomy z prof. Stanisławem Starzyńskim )
- O tzw. metodzie regressywnej w nauczaniu historyi (1894)
- Elekcja Zygmunta I. Sprawy dynastyi Jagiellońskiej i Unii Polsko-Litewskiej (1910)
- Króla Jana Kazimierza dyplom erekcyjny Uniwersytetu Lwowskiego z r. 1661 (z 3 tablicami podobizn dyplomu) tekst oryginalny z tłumaczeniem i komentarzem (1912)
- O sprawie udziału lenników w elekcjach jagiellońskich (1913)
- Karol Szajnocha bibliotekarzem : Zakładowi Narodowemu imienia Ossolińskich w stulecie pracy i zasług (1928)
- Pojęcie, zakres i zadania dziejów powszechnych (1931)